# Rogue Wave
I Rogue Wave sono un gruppo musicale indie rock statunitense formatosi a Oakland nel 2002.

## Formazione
Attuale
- Zach Rogue – voce, chitarra, pianoforte (dal 2002)
- Patrick Spurgeon – batteria, tastiere, voce (dal 2002)
- Dan Iead – chitarra (dal 2013)
- Masanori Christianson – basso, tastiere, synth (dal 2013)
- Rob Easson – synth, chitarra (dal 2013)

Ex membri
- Sonya Westcott – basso (2002–2004)
- Evan Farrell – basso, tastiere (2004–2007)
- Patrick Abernethy – basso, tastiere (2007–2008)
- Gram LeBron – chitarra, tastiere, batteria (2002–2008)
- Steve Taylor – tastiere (2009–2010)
- Ken Christianson – tastiere, violino (2010)
- Cameron Jasper – basso (2008–2011)

## Discografia

### Album in studio
- 2003 – Out of the Shadow
- 2005 – Descended Like Vultures
- 2007 – Asleep at Heaven's Gate
- 2010 – Permalight
- 2013 – Nightingale Floors
- 2016 - Delusions of Grand Fur
- 2017 - Cover Me

### EP
- 2005 – 10:1
- 2008 – The MySpace Transmissions